# Iphiaulax ezerias
Iphiaulax ezerias är en stekelart som beskrevs av Cameron 1904. Iphiaulax ezerias ingår i släktet Iphiaulax och familjen bracksteklar. Inga underarter finns listade i Catalogue of Life.